# Leon Birkholz

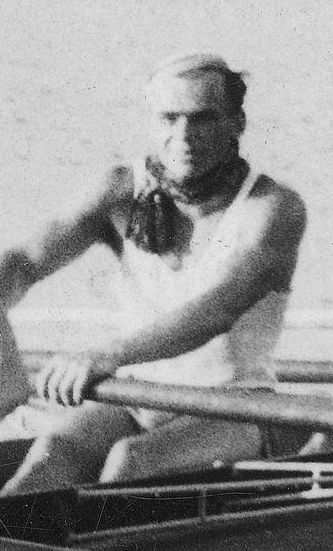
Leon Birkholz w 1935

Leszek Leon Birkholz (ur. 7 lipca 1904 w Toninie, zm. 26 kwietnia 1968 w Kłodzku) – polski wioślarz, medalista olimpijski, z zawodu bankowiec, pod koniec życia zakonnik.

## Życie prywatne
Był synem Konstantego i Leokadii. Dzieciństwo spędził na wsi Toninek na Pojezierzu Krajeńskim, na gospodarstwie rolnym rodziców. Uczęszczał tam do szkoły ludowej. Po ukończeniu szkoły handlowej pracował od lipca 1921 w Poznańskim Banku Ziemian w Bydgoszczy jako buchalter i kasjer, potem (listopad 1927- 31 sierpnia 1939) w Komunalnej Kasie Oszczędności w Bydgoszczy. Zmobilizowany w końcu sierpnia 1939 otrzymał przydział jako płatnik w Ośrodku Zapasowym 15. Dywizji Piechoty. W czasie kampanii wrześniowej trafił 30 września do niemieckiej niewoli i był więźniem obozu jenieckiego w Radomiu. W październiku 1939 wrócił do Bydgoszczy i swej pracy w Komunalnej Kasie Oszczędności. Następnie (1940–1944) pracował w bydgoskim browarze jako kasjer. Ostatnie miesiące wojny spędził jako robotnik w przedsiębiorstwie handlującym drewnem.
Bezpośrednio po II wojnie światowej (jeszcze w 1945) zawarł ślub z Eleonorą Kulik. W latach 1945–1947, był wicedyrektorem Komunalnej Kasy Oszczędności w Bydgoszczy. Jednocześnie działał społecznie w Miejskiej Radzie Narodowej i Wojewódzkiej Komisji Powodzian. Na początku 1953 przeniósł się do Szczecina, gdzie mieszkał do września 1953. Pracę rozpoczął od fabryki wyrobów szklanych „Vitrogal”, a w latach 1949–1951 był kontrolerem-rzeczoznawcą w przedsiębiorstwie państwowym „Polcargo”. Później objął stanowisko kasjera w tamtejszym oddziale PKO. Przez kilka miesięcy (przełom 1953/1954) mieszkał w Katowicach. Na początku 1954 przeniósł się do Dusznik-Zdroju i pracował w sanatorium „Szarotka” oraz w schronisku „Pod Muflonem” (zbocze Kuźnickiej Góry).
W listopadzie 1959 rozwiódł się. Wiosną 1960 wstąpił do Zgromadzenia Najświętszych Serc Jezusa i Maryi oraz Wieczystej Adoracji Najświętszego Sakramentu. Mieszkał w domu zakonnym w Sokołówce koło Polanicy-Zdroju, śluby czasowe złożył 22 listopada 1961, śluby wieczyste w 1964. Zmarł w wyniku obrażeń odniesionych w wypadku motocyklowym, do którego doszło 9 marca 1968. Pochowany został na cmentarzu w Starym Wielisławiu (ziemia kłodzka).

## Kariera sportowa
Całą karierę sportową związał z Bydgoskim Towarzystwem Wioślarskim, którego barwy reprezentował do 1935. Zdobył cztery tytuły mistrza Polski (1926 w czwórce ze sternikiem, 1929 w czwórce bez sternika, 1933 i 1935 w ósemce), ponadto miał na koncie osiem srebrnych i dwa brązowe medale mistrzostw Polski. Był również dwukrotnym brązowym medalistą mistrzostw Europy (1926 w Lucernie w czwórce ze sternikiem i 1929 w Bydgoszczy w czwórce bez sternika); startował na mistrzostwach Europy również w 1931 w Paryżu (gdzie ósemka odpadła w półfinale) i w 1933 w Budapeszcie (ósemka odpadła w eliminacjach).
Wraz z Franciszkiem Bronikowskim, Edmundem Jankowskim, Bernardem Ormanowskim i sternikiem Bolesławem Drewkiem zdobył na igrzyskach olimpijskich w Amsterdamie w 1928 pierwszy medal olimpijski w historii polskiego wioślarstwa – brąz w czwórce ze sternikiem.
Pośmiertnie został uhonorowany „Medalem 100-lecia Polskiego Wioślarstwa” (1978). W 1999 w plebiscycie na najlepszego zawodnika w 80-leciu Polskiego Związku Towarzystw Wioślarskich zajął 25. miejsce.